# Zawód medyczny
Zawód medyczny – zawód wykonywany przez osoby wykonujące zawód medyczny i polegający na udzielaniu świadczeń zdrowotnych w określonym zakresie lub w określonej dziedzinie medycyny.
W Polsce do zawodów medycznych należą: lekarz, lekarz dentysta, felczer, pielęgniarka, położna, diagnosta laboratoryjny, farmaceuta, ratownik medyczny, fizjoterapeuta, technik dentystyczny, logopeda, asystentka stomatologiczna, elektroradiolog, higienistka stomatologiczna, instruktor terapii uzależnień, opiekun medyczny, optometrysta, ortoptystka, podiatra, profilaktyk, protetyk słuchu, technik farmaceutyczny, technik masażysta, technik ortopeda, technik sterylizacji medycznej, terapeuta zajęciowy.